# Liga de fútbol sala de Gibraltar 2018-19
La Liga de fútbol sala de Gibraltar 2018-19 fue una nueva temporada de la Liga de fútbol sala organizada por la Asociación de Fútbol de Gibraltar (GFA); y la sexta desde que Gibraltar fuera admitido como miembro pleno de la UEFA. 
Una vez  más el número de divisiones se redujo de tres a dos. La temporada inició 3 de noviembre de 2018 con tres partidos de la fecha 1 de la División 1 y dos partidos de la fecha 1 de la división 2; y terminó con la final de la ronda de campeonato el 5 de junio de 2019. 
La División 1 estuvo integrada por 12 clubes:  5 de la temporada pasada más 6 ascendidos (3 de División 2 y 3 de División 3) y la vuelta de Lincoln Red Imps que retorna luego de participar en la temporada 2015-16. Lynx fue el campeón luego de vencer a Gibraltar Phoennix, en las series finales al mejor de tres. Esta fue la quinta coronación consecutiva del club y la primera que logra en una serie final a la que no se clasifica como primero. De esta manera el club, además, se clasificó para la Liga de Campeones de fútbol sala de la UEFA 2019-20. Por otra parte Sporting Gibraltar descendió a la División 2 2019-20 al terminar último, Gibrlatar Titans ganó el partido de ascenso y descenso, aunque posteriormente desapareció al igual que Gibraltar Phoenix y Newton Store. 
Koala ganó la División 2 y de esa manera logró ascender a la División 1 2019-20, Zoca Bastion (3.°) también ascendió, mientras que Gibraltar Titans no logró ascender luego de perder el partido de ascenso y descenso. No hubo descensos al ser este el último nivel de la liga; sin embargo, Maccabi Development desapareció al final de la temporada. 
Por quinta vez el campeón de la División 1 se clasificó para el Trofeo Luis Bonavia 2019, la supercopa, que disputó frente a Mons Calpe el equipo de mejor temporada regular, debido a que Gibraltar Phoenix había desaparecido.  

## Sistema de competición
En cada división, los equipos jugaron entre sí una vez bajo el sistema de todos contra todos. Luego de esta temporada regular cada división se dividió en dos zonas (superior e inferior) en las cuales los equipos volvieron a jugar una vez más todos contra todos. 
En la División 1, los cuatro primeros de la zona superior se clasificaron para los ronda de campeonato; mientras que el último de la zona inferior descendió a la División 2  y el penúltimo se clasificó para el partido de ascenso y descenso contra el subcampeón de la División 2.
En la División 2, el primero de la zona superior se proclamó campeón y ascendió a la División 1 mientras que el subcampeón se clasificó para el partido de ascenso y descenso contra el penúltimo de la División 1.
Ronda de campeonato
La ronda de campeonato fue jugada entre los cuatro primeros de la zona superior de la División 1. Se jugó por eliminación directa en dos rondas: semifinales y una final. 
Las seminales se jugaron en partidos de ida y vuelta en dos llaves (1.° vs 4.° y 2.° vs 3.°) mientras que la final se jugó al mejor de tres encuentros. El ganador de la final se proclamó campeón de la División 1.
Partido de ascenso y descenso
Este partido se jugó entre el penúltimo de la zona inferior de la División 1 y el subcampeón de la zona superior de la División 2. El ganador jugaría en la División 1 la próxima temporada mientras que el perdedor lo hará en la División 2. 

### Sistema de asensos y descensos
Esta temporada en la División 1 existió un descenso directo y una clasificación al partido de ascenso y descenso. De igual manera la División 2 tuvo un ascenso directo y una clasificación al partido de ascenso y descenso. 
|            | Relevos directos | Relevos directos    | Relevos indirectos | Relevos indirectos  |
| División   | Ascenso          | Descenso            | Partido de ascenso | Partido de descenso |
| ---------- | ---------------- | ------------------- | ------------------ | ------------------- |
| División 1 |                  | 4 (3 desaparecidos) |                    | 11.° Clasificado    |
| División 2 | 2 (1.° y 3.°)    |                     | 2.° Clasificado.   |                     |

| Partido de ascenso y descenso     | Partido de ascenso y descenso | Partido de ascenso y descenso    |
| --------------------------------- | ----------------------------- | -------------------------------- |
| 11.° Clasificado de la División 1 | vs                            | 2.° Clasificado de la División 2 |

### Clasificación a torneos internacionales
El campeón de la División 1 ganó un cupo para la Liga de Campeones de fútbol sala de la UEFA. El club clasificado empezó su participación en la ronda preliminar de la edición 2019-20. 
| Método de clasificación          | Torneo al que clasifica                                                    |
| -------------------------------- | -------------------------------------------------------------------------- |
| Campeón de la División 1 2018-19 | Ronda preliminar de la Liga de Campeones de fútbol sala de la UEFA 2019-20 |

## División 1
La División 1 2018-19 fue una edición más de la División 1 de Gibraltar.  

### Ascensos y descensos
| Pos. | Ascendidos de División 2 de Gibraltar 2017-18 |
| ---- | --------------------------------------------- |
| 2    | South United                                  |
| 3    | Bavaria                                       |
| 4    | Newton Store                                  |

| Pos. | Descendido de División 1 de Gibraltar 2017-18 |
| ---- | --------------------------------------------- |
| 4    | Glacis United (desapareció)                   |
| 5    | Gibraltar United (desapareció)                |
| 8    | Rock Solid (PAD)                              |
| 9    | St. Joseph's                                  |

| Pos. | Ascendidos de División 3 de Gibraltar 2017-18 |
| ---- | --------------------------------------------- |
| 2    | Sporting Gibraltar                            |
| -    | Europa                                        |
| -    | Laguna 2007                                   |

| Pos. | Equipo reinscrito de la temporada 2015-16 |
| ---- | ----------------------------------------- |
| 7    | Lincoln Avanti                            |

1. ↑  Rock Solid descendió luego de perder el partido de ascenso y descenso contra Stallions.
2. ↑  Lincoln Red Imps se separó de Lek Bangkok y reinscribió un equipo en la División 1 bajo la denominación de Lincoln «Avianti»

### Datos de los clubes
| 2017-18       | Club               | Proveedor | Patrocinador           |
| ------------- | ------------------ | --------- | ---------------------- |
| Campeón       | Lynx               | Erreà     | Verralls               |
| Subcampeón    | Gibraltar Phoenix  | Luanvi    | Viajes LineaSol        |
| semifinalista | College 1975       | Nike      | Cosmopolitan           |
| 6             | Gibraltar Titans   | -         | -                      |
| 7             | Mons Calpe         | Daen      | Tokamóvil              |
| 2 (D2)        | South United       | Nike      | Truth                  |
| 3 (D2)        | Bavaria            | ev2       | GM International Homes |
| 4 (D2)        | Newton Store       | -         | Newton Store           |
| 2 (D3)        | Sporting Gibraltar | Ginova    | -                      |
| - (D3)        | Europa             | Jako      | Domino's, Betfred      |
| - (D3)        | Laguna 2007        | -         | -                      |
| 7 (2015-16)   | Lincoln Avanti     | Joma      | Avianti                |

1. ↑  College 1975 Football Club y Young Boys Gibraltar Football Club se separaron y como resultado College 1975 tomó el lugar del College YB en la División 1; mientras que Young Boys abandonó sus actividades futbolísticas.
2. ↑  Lincoln Red Imps decidió añadir «Avianti» a su denominación, debido a un contrato de patrocinio

### Tabla de posiciones
- Actualizado el 2 de junio de 2019. Jugados todos los partidos.

| Pos. | Equipo                 | PJ | PG | PE | PP | GF  | GC  | DG  | Pts. | Clasificado a                                     |
| ---- | ---------------------- | -- | -- | -- | -- | --- | --- | --- | ---- | ------------------------------------------------- |
| 1    | Gibraltar Phoenix (C)  | 16 | 14 | 1  | 1  | 88  | 27  | 61  | 43   | Ronda de campeonato (luego desapareció)           |
| 2    | Mons Calpe (C)         | 16 | 14 | 0  | 2  | 102 | 38  | 64  | 42   | Ronda de campeonato                               |
| 3    | Lynx (C)               | 16 | 13 | 0  | 3  | 120 | 49  | 71  | 39   | Ronda de campeonato                               |
| 4    | South United (C)       | 16 | 8  | 3  | 5  | 63  | 48  | 15  | 27   | Ronda de campeonato                               |
| 5    | Europa                 | 16 | 6  | 2  | 8  | 79  | 79  | 0   | 20   |                                                   |
| 6    | Newton Store           | 16 | 4  | 1  | 11 | 56  | 103 | –47 | 13   | Desaparecido al final de la temporada             |
|      |                        |    |    |    |    |     |     |     |      |                                                   |
| 7    | Bavaria (CP)           | 16 | 7  | 2  | 7  | 70  | 57  | 13  | 23   | Campeón de plata                                  |
| 8    | College 1975           | 16 | 7  | 2  | 7  | 77  | 84  | –7  | 23   |                                                   |
| 9    | Lincoln Avanti         | 16 | 7  | 0  | 9  | 68  | 70  | –4  | 21   | Desaparecido al final de la temporada             |
| 10   | Laguna 2007            | 16 | 5  | 2  | 9  | 62  | 95  | –33 | 17   |                                                   |
| 11   | Gibraltar Titans (PAD) | 16 | 2  | 1  | 13 | 42  | 128 | –86 | 7    | Partido de ascenso y descenso (luego desapareció) |
| 12   | Sporting Gibraltar (D) | 16 | 2  | 0  | 14 | 51  | 100 | –49 | 6    | Descenso a División 2 2019-20                     |

Fuente: gibraltarfa.com
Reglas de clasificación: 1) Puntos; 2) Diferencia de gol; 3) Goles a favor
(C): Clasificado a la fase indicada. (CP): Campeón de plata. (PAD): Clasificado al partido de ascenso y descenso. (D) Descendido
1. 1 2  Tabla de posiciones basada en los resultados. Correcciones respecto a la tabla de la GFA: diferencia de goles (DG): Lincoln Avanti –2; Mons Calpe 64. Al parecer el resultado entre ambos no fue de 0 – 1 sino de 0 – 3.

### Resultados
| Local\Visitante    | BAV | COL  | EUR  | PHO  | TIT  | LAG  | LIN | LYN  | MON  | NEW | SOU  | SPO |
| ------------------ | --- | ---- | ---- | ---- | ---- | ---- | --- | ---- | ---- | --- | ---- | --- |
| Bavaria            |     |      | 3–8  | 2–5  | 2–3  |      | 4–1 |      |      | 4–5 |      | 4–1 |
| College 1975       | 2–1 |      |      | 1–8  | 10–3 | 2–6  |     |      |      | 5–5 |      |     |
| Europa             |     | 4–4  |      |      |      | 3–5  | 8–4 |      |      | 6–2 |      | 8–2 |
| Gibraltar Phoenix  |     |      | 8–3  |      |      |      | 3–2 |      | 4–2  | 7–1 | 1–0  | 6–2 |
| Gibraltar Titans   |     |      | 3–11 | 2–10 |      |      | 2–5 |      |      | 1–7 | 0–12 | 9–4 |
| Laguna 2007        | 0–8 |      |      | 3–8  | 4–4  |      | 3–9 |      |      | 5–3 |      |     |
| Lincoln Avanti     |     | 5–2  |      |      |      |      |     | 4–7  | 0–3  |     | 5–6  | 5–1 |
| Lynx               | 9–4 | 10–2 | 7–5  | 0–4  | 18–2 | 11–1 |     |      |      |     |      |     |
| Mons Calpe         | 6–1 | 11–5 | 10–5 |      | 10–0 | 8–2  |     | 7–6  |      |     |      |     |
| Newton Store       |     |      |      |      |      |      | 7–5 | 3–12 | 0–16 |     | 2–5  | 6–2 |
| South United       | 2–2 | 9–5  | 4–3  |      |      | 7–5  |     | 2–8  | 0–3  |     |      |     |
| Sporting Gibraltar |     | 6–8  |      |      |      | 8–4  |     | 3–10 | 1–6  |     | 0–3  |     |

| Local\Visitante   | EUR | PHO | LYN | MON | NEW  | SOU |
| ----------------- | --- | --- | --- | --- | ---- | --- |
| Europa            |     | 1–6 | 2–9 |     |      |     |
| Gibraltar Phoenix |     |     |     | 1–4 | 10–1 | 2–2 |
| Lynx              |     | 1–5 |     |     | 5–1  | 4–2 |
| Mons Calpe        | 5–4 |     | 2–3 |     | 7–4  |     |
| Newton Store      | 6–7 |     |     |     |      | 3–6 |
| South United      | 1–1 |     |     | 2–4 |      |     |

| Local\Visitante    | BAV  | COL | TIT  | LAG | LIN | SPO |
| ------------------ | ---- | --- | ---- | --- | --- | --- |
| Bavaria            |      |     |      | 7–7 | 6–2 | 6–4 |
| College 1975       | 2–4  |     | 10–4 |     |     | 8–2 |
| Gibraltar Titans   | 0–12 |     |      |     | 4–5 |     |
| Laguna 2007        |      | 3–4 | 3–2  |     |     |     |
| Lincoln Avanti     |      | 3–7 |      | 6–4 |     | 7–5 |
| Sporting Gibraltar |      |     | 5–3  | 5–7 |     |     |

1. ↑  El partido entre South United y Mons Calpe no se jugó, como consecuencia de ello se le adjudicó la victoria a los segundos por 0 – 3.

### Ronda de campeonato
La ronda de campeonato fue la última etapa de la División 1. En ella se enfrentaron los 4 primeros de la zona superior en un torneo eliminatorio que empezó con las semifinales y terminó con la final. Las semifinales se jugaron a partido de ida y vuelta, mientras que la final se jugó en una serie al mejor de 3 partidos. Lynx venció a Gibraltar Phoenix en las series finales por 2 - 0 (un partido terminó en empate) y de esa manera se ganó la División 1 por cuarta vez de manera consecutiva.
|  | Semifinales 25 y 26 de mayo de 2019 | Semifinales 25 y 26 de mayo de 2019 | Semifinales 25 y 26 de mayo de 2019 | Semifinales 25 y 26 de mayo de 2019 |   |     | Final 1, 2 y 5 de junio de 2019 | Final 1, 2 y 5 de junio de 2019 | Final 1, 2 y 5 de junio de 2019 | Final 1, 2 y 5 de junio de 2019 | Final 1, 2 y 5 de junio de 2019 |  |
|  |                                     |                                     |                                     |                                     |   |     |                                 |                                 |                                 |                                 |                                 |  |
|  |                                     |                                     |                                     |                                     |   |     |                                 |                                 |                                 |                                 |                                 |  |
|  | 1.°                                 | Gibraltar Phoenix                   | 5                                   | 3                                   |   |     |                                 |                                 |                                 |                                 |                                 |  |
|  | 1.°                                 | Gibraltar Phoenix                   | 5                                   | 3                                   |   |     |                                 |                                 |                                 |                                 |                                 |  |
|  | 4.°                                 | South United                        | 3                                   | 5                                   |   |     |                                 |                                 |                                 |                                 |                                 |  |
|  | 4.°                                 | South United                        | 3                                   | 5                                   |   | 1.° | Gibraltar Phoenix               | 5                               | 1                               | 2                               |                                 |  |
|  |                                     |                                     |                                     |                                     |   | 1.° | Gibraltar Phoenix               | 5                               | 1                               | 2                               |                                 |  |
|  |                                     |                                     | 3.°                                 | Lynx                                | 5 | 7   | 7                               |                                 |                                 |                                 |                                 |  |
|  | 2.°                                 | Mons Calpe                          | 3.°                                 | Lynx                                | 5 | 7   | 7                               | 2                               | 1                               |                                 |                                 |  |
|  | 2.°                                 | Mons Calpe                          |                                     |                                     |   |     |                                 | 2                               | 1                               |                                 |                                 |  |
|  | 3.°                                 | Lynx                                | 2                                   | 8                                   |   |     |                                 |                                 |                                 |                                 |                                 |  |
|  | 3.°                                 | Lynx                                | 2                                   | 8                                   |   |     |                                 |                                 |                                 |                                 |                                 |  |
|  |                                     |                                     |                                     |                                     |   |     |                                 |                                 |                                 |                                 |                                 |  |

1. ↑  Phoenix se clasificó por tener una mejor posición en la tabla de posiciones.

| Lynx Football Club |
| Campeón            |
| 5.° título         |

### Goleadores
- Actualizado el 23 de marzo de 2020. Jugados todos los partidos.

| Pos. | Jugador                     | Club               | Goles |
| ---- | --------------------------- | ------------------ | ----- |
| 1    | Ezequiel Martín Martín      | Lynx               | 38    |
| 2    | Juan Francisco Díaz Gallego | Lynx               | 32    |
| 3    | Jaydan Parody               | Mons Calpe         | 21    |
| 4    | Nicholas Castle             | Sporting Gibraltar | 21    |
| 5    | Nicholas Thomson            | Laguna 2007        | 21    |
| 6    | José Gómez Reinaldo         | Lynx               | 15    |

1. ↑  marcó 9 goles en la ronda de campeonato
2. ↑  marcó 1 goles en la ronda de campeonato
3. ↑  marcó 2 goles en la ronda de campeonato
4. ↑  marcó 7 goles en la ronda de campeonato

## División 2
La División 2 2018-19 será una edición más de la División 2 de Gibraltar. El campeón ascenderá a la División 1; por otra parte no habrá descensos al ser el último nivel de la liga. 

### Ascensos y descensos
| Pos. | Ascendidos de División 2 de Gibraltar 2017-18 |
| ---- | --------------------------------------------- |
| 2    | South United                                  |
| 3    | Bavaria                                       |
| 4    | Newton Store                                  |

| Pos. | Descendidos de División 1 de Gibraltar 2017-18 |
| ---- | ---------------------------------------------- |
| 4    | Glacis United (desapareció)                    |
| 5    | Gibraltar United (desapareció)                 |
| 8    | Rock Solid                                     |
| 9    | St. Joseph's                                   |

| Pos. | Ascendidos de División 3 de Gibraltar 2017-18 |
| ---- | --------------------------------------------- |
| -    | Lek Bangkok                                   |
| -    | Hound Dogs                                    |
| -    | Britania XI                                   |
| -    | Zoca Bastion                                  |
| -    | Maccabi Gibraltar                             |
| -    | Maccabi Development (filial del anterior)     |

| Pos. | Desaparecidos de División 2 de Gibraltar 2017-18 |
| ---- | ------------------------------------------------ |
| -    | Cannons                                          |
| -    | Saints New Team                                  |
| -    | Laguna 1955                                      |

| Pos. | Equipos nuevos |
| ---- | -------------- |
| -    | Koala          |
| -    | Expendables    |

### Datos de los clubes
| 2017-18 | Club                | Proveedor                   | Patrocinador                |
| ------- | ------------------- | --------------------------- | --------------------------- |
| 8 (D1)  | Rock Solid          | Joma                        | Securitek                   |
| 9 (D1)  | St. Joseph's        | Joma                        | Propability.                |
| -       | Stallions           | -                           | -                           |
| -       | Gibraltar Hércules  | Ginova                      | Sprint Sports               |
| -       | Boca Gibraltar      | ES Sports                   | Abacus                      |
| -       | Lions Gibraltar.    | Ginova                      | no tiene                    |
| - (D3)  | Lek Bangkok         | -                           | Lek Bankok                  |
| - (D3)  | Hound Dogs          | Joma                        | -                           |
| - (D3)  | Britania XI         | Kipsta                      | Masbro Insurance Group      |
| - (D3)  | Zoca Bastion        | Kipsta                      | Kapurro Insurance           |
| - (D3)  | Maccabi Gibraltar   | Nike                        | no tiene                    |
| - (D3)  | Maccabi Development | filial de Maccabi Gibraltar | filial de Maccabi Gibraltar |
| Nuevo   | Expendables         | -                           | -                           |
| Nuevo   | Koala               | -                           | Koala Construction          |

1. ↑  Lions Exiles FC dejó de llamarse así y empezó a usar su denominación real: Lions Gibraltar tal como su equipo de fútbol.

### Tabla de posiciones
- Actualizado el 12 de agosto de 2019. Jugados todos los partidos.[23]

| Pos. | Equipo              | PJ | PG | PE | PP | GF  | GC  | DG  | Pts. | Clasificado a                         |
| ---- | ------------------- | -- | -- | -- | -- | --- | --- | --- | ---- | ------------------------------------- |
| 1    | Koala (C, A)        | 19 | 16 | 0  | 3  | 133 | 53  | 80  | 48   | Ascenso a División 2 2018-19          |
| 2    | Expendables (PAD)   | 19 | 14 | 1  | 4  | 111 | 57  | 54  | 43   | Partido de ascenso y descenso         |
| 3    | Zoca Bastion (A)    | 19 | 12 | 1  | 6  | 91  | 71  | 20  | 37   | Ascenso a División 2 2018-19          |
| 4    | Boca Gibraltar      | 19 | 11 | 3  | 5  | 84  | 57  | 27  | 36   |                                       |
| 5    | St. Joseph's        | 19 | 11 | 2  | 6  | 109 | 79  | 30  | 35   |                                       |
| 6    | Gibraltar Hércules  | 19 | 9  | 2  | 8  | 103 | 75  | 28  | 29   |                                       |
| 7    | Lek Bangkok         | 19 | 7  | 2  | 10 | 71  | 119 | -48 | 23   |                                       |
|      |                     |    |    |    |    |     |     |     |      |                                       |
| 8    | Rock Solid (CP)     | 19 | 10 | 3  | 6  | 89  | 57  | 32  | 33   | Campeón de plata                      |
| 9    | Stallions           | 19 | 9  | 4  | 6  | 102 | 75  | 27  | 31   |                                       |
| 10   | Hound Dogs          | 19 | 9  | 2  | 8  | 82  | 72  | 10  | 29   |                                       |
| 11   | Britania XI         | 19 | 6  | 1  | 12 | 67  | 103 | -36 | 19   |                                       |
| 12   | Maccabi Gibraltar   | 19 | 3  | 1  | 15 | 73  | 131 | -58 | 10   |                                       |
| 13   | Lions Gibraltar     | 19 | 2  | 1  | 16 | 68  | 137 | -69 | 7    |                                       |
| 14   | Maccabi Development | 19 | 2  | 1  | 16 | 45  | 142 | -97 | 7    | Desaparecido al final de la temporada |

Fuente: gibraltarfa.com
Reglas de clasificación: 1) Puntos; 2) Diferencia de gol; 3) Goles a favor
(C) Campeón; (A) Ascendido. (PAD): Clasificado al partido de ascenso y descenso. (CP): Campeón de plata.
1. 1 2 3 4 5 6 7  Tabla de posiciones basada en los resultados. Correcciones respecto a la tabla de posiciones de la GFA: 

Diferencia de goles (DG): Expendables 49 (–5); Zoca Bastion 17 (–3); Stallions 23 (–3); Maccabi Gibraltar –57 (+1); Maccabi Development –86 (+11)

Puntos (Pts.): Stallions 28 (–3, una victoria menos); Maccabi Development 10 (+3, una victoria más)

Posiciones (Pos.): Stallions 10.° (–1); Hound Dogs 9.° (+1); Maccabi Development 13.° (+1); Lions Gibraltar 14.° (–1)

### Resultados
| Local\Visitante     | KOA  | EXP  | BOC | JOS  | ZOC  | HÉR | LEK  | ROC  | HOU | STA  | BRI  | MAC  | M-D  | LIO  |
| ------------------- | ---- | ---- | --- | ---- | ---- | --- | ---- | ---- | --- | ---- | ---- | ---- | ---- | ---- |
| Koala               |      |      | 6–2 |      |      |     | 11–2 |      |     | 10–5 |      | 15–2 | 7–0  |      |
| Expendables         | 3–4  |      |     | 2–3  |      |     | 2–0  |      | 2–3 |      |      | 10–5 |      | 4–1  |
| Boca Gibraltar      |      | 2–6  |     |      | 9–2  |     |      | 7–5  |     |      | 3–0  | 3–0  |      | 6–1  |
| St. Joseph's        | 5–8  |      | 5–5 |      | 7–5  | 7–3 |      |      |     | 4–2  | 5–4  |      | 6–0  |      |
| Zoca Bastion        | 2–7  | 5–1  |     |      |      |     | 5–4  | 0–4  | 4–1 |      |      | 7–0  |      | 10–1 |
| Gibraltar Hércules  | 2–3  | 2–5  | 6–7 |      | 2–2  |     |      | 7–2  |     | 1–4  | 12–2 |      | 11–5 |      |
| Lek Bangkok         |      |      | 1–1 | 7–6  |      | 4–2 |      |      | 4–3 | 6–3  |      |      | 7–0  |      |
| Rock Solid          | 3–4  | 3–3  |     | 3–9  |      |     | 1–1  |      | 6–3 |      |      | 3–3  |      | 3–0  |
| Hound Dogs          | 4–5  |      | 0–7 | 3–4  |      | 3–5 |      |      |     | 4–4  | 5–0  |      | 5–0  |      |
| Stallions           |      | 4–6  | 5–5 |      | 5–6  |     |      | 4–1  |     |      | 6–2  |      | 2–0  | 7–3  |
| Britania XI         | 1–10 | 3–9  |     |      | 6–7  |     | 1–6  | 2–1  |     |      |      | 4–1  |      | 5–3  |
| Maccabi Gibraltar   |      |      |     | 3–10 |      | 6–8 | 6–7  |      | 3–6 | 1–13 |      |      | 4–0  |      |
| Maccabi Development |      | 0–16 | 0–8 |      | 0–11 |     |      | 3–11 |     |      | 0–6  |      |      | 6–6  |
| Lions Gibraltar     | 2–6  |      |     | 6–10 |      | 4–5 | 9–6  |      | 6–9 |      |      | 6–3  |      |      |

|                    | KOA | EXP  | BOC | JOS | ZOC | HÉR  | LEK  |
| ------------------ | --- | ---- | --- | --- | --- | ---- | ---- |
| Koala              |     | 3–5  |     | 2–1 |     |      | 20–2 |
| Expendables        |     |      |     | 9–6 | 7–3 | 5–3  |      |
| Boca Gibraltar     | 3–2 | 4–5  |     |     |     |      | 5–2  |
| St. Joseph's       |     |      | 3–4 |     | 4–5 | 5–5  |      |
| Zoca Bastion       | 5–4 |      | 4–1 |     |     |      | 6–5  |
| Gibraltar Hércules | 4–6 |      | 4–2 |     | 3–2 |      |      |
| Lek Bangkok        |     | 3–11 |     | 3–9 |     | 1–18 |      |

|                     | ROC  | HOU | STA  | BRI | MAC  | M-D  | LIO  |
| ------------------- | ---- | --- | ---- | --- | ---- | ---- | ---- |
| Rock Solid          |      |     | 3–1  | 3–0 | 9–4  |      |      |
| Hound Dogs          | 2–5  |     |      |     |      | 5–1  | 7–3  |
| Stallions           |      | 5–5 |      | 5–5 | 10–5 |      |      |
| Britania XI         |      | 3–8 |      |     |      | 10–9 | 8–2  |
| Maccabi Gibraltar   |      | 5–6 |      | 8–5 |      | 3–5  |      |
| Maccabi Development | 2–12 |     | 4–7  |     |      |      | 10–5 |
| Lions Gibraltar     | 2–11 |     | 4–10 |     | 4–11 |      |      |

| Koala Football Club |
| Campeón             |
| 1.° título          |

## Partido de ascenso y descenso
El partido se jugó entre el penúltimo de la División 1 y el subcampeón de la División 2. El ganador se clasificó para la División 1 de la próxima temporada, mientras que el perdedor para la División 2.

| Equipo 1                 | Resultado | Equipo 2    | Fecha              | Estadio                     |
| ------------------------ | --------- | ----------- | ------------------ | --------------------------- |
| Gibraltar Titans         | 3 − 0     | Expendables | 1 de junio de 2019 | Estadio Victoria, Gibraltar |
| Reporte: gibraltarfa.com |           |             |                    |                             |

| Gibraltar Titans                                 | Expendables                     |
| Ganador                                          | Perdedor                        |
| Permanece en la División 1 2019-20 (desapareció) | Permanece en División 2 2019-20 |